# Дітородні
Дітородні (англ. The Babymakers) — американський кінофільм режисера Джея Чандрашекхара, що вийшов на екрани в 2012 році.

## Зміст
Томмі і Одрі вже кілька років у шлюбі, а діточок все немає. Лікарі визнають сперму Томмі не придатною для запліднення. Але так було не завжди, три роки тому він звертався в банк сперми, щоб заробити трохи грошей на покупку обручки для Одрі. За допомогою своїх шалених друзів Томмі розшукує останній зразок своєї «працюючої» сперми і вирішує викрасти його з медичної установи.

## Ролі
| Актор             | Роль        |
| ----------------- | ----------- |
| Пол Шнайдер       | Toмі Маклін |
| Олівія Манн       | Одрі Маклін |
| Кевін Хеффернан   | -           |
| Джей Чандрашекхар | -           |
| Вуд Гарріс        | Дарел       |
| Нат Факсон        | Зіґ-Заґ     |
| Аїша Тайлер       | Карен       |
| Хейз МакАртур     | -           |
| Гелена Меттссон   | -           |

## Знімальна група
- Режисер — Джей Чандрашекхар
- Сценарист — Пітер Галк, Джеррі Суоллоу
- Продюсер — Джейсон Блум, Джей Чандрашекхар, Брайан Кевена-Джонс
- Композитор — Ед Ширмер

## Ланки
- Дітородні на сайті IMDb (англ.)
- The Babymakers на сайті Rotten Tomatoes (англ.)
- Дітородні на сайті Metacritic (англ.)